# Richland (Geòrgia)
Richland és una població dels Estats Units a l'estat de Geòrgia. Segons el cens del 2000 tenia 1.794 habitants.

## Demografia
Segons el cens del 2000, Richland tenia 1.794 habitants, 624 habitatges, i 413 famílies. La densitat de població era de 165,7 habitants/km².
Dels 624 habitatges en un 29,8% hi vivien nens de menys de 18 anys, en un 35,6% hi vivien parelles casades, en un 27,2% dones solteres, i en un 33,8% no eren unitats familiars. En el 30,4% dels habitatges hi vivien persones soles el 15,2% de les quals corresponia a persones de 65 anys o més que vivien soles. El nombre mitjà de persones vivint en cada habitatge era de 2,51 i el nombre mitjà de persones que vivien en cada família era de 3,15.
Per edats la població es repartia de la següent manera: un 24,1% tenia menys de 18 anys, un 8,2% entre 18 i 24, un 24,4% entre 25 i 44, un 21,3% de 45 a 60 i un 22% 65 anys o més.
L'edat mediana era de 40 anys. Per cada 100 dones de 18 o més anys hi havia 80,2 homes.
La renda mediana per habitatge era de 24.597 $ i la renda mediana per família de 29.423 $. Els homes tenien una renda mediana de 26.313 $ mentre que les dones 17.269 $. La renda per capita de la població era de 14.127 $. Entorn del 17,3% de les famílies i el 23,8% de la població estaven per davall del llindar de pobresa.

## Poblacions properes
El següent diagrama mostra les poblacions més properes.